# شور کوت
شور کوت (به انگلیسی: Shorkot) یک شهر در پاکستان است که در ناحیه جهنگ واقع شده‌است. شور کوت ۱۳۱ متر بالاتر از سطح دریا واقع شده‌است.